# Juliet Roberts
Ne doit pas être confondu avec Julia Roberts.
Pour les articles homonymes, voir Juliet et Roberts.
Julie Roberts dite Juliet Roberts, née le 6 mai 1962 à Londres, est une chanteuse britannique de jazz, de rock, de soul et de house.

## Biographie
Julie Roberts est née à Londres. Elle se fait connaître sous son vrai nom en 1982 et apparaît sur le single à succès de 1983 It's Over de Funk Masters. En juillet 1983, elle sort le single Fool for You accompagné de It's Been a Long, Long Time sur le label Bluebird Records. Le single atteint la 77e place du classement Gallup le 20 août 1983.
En 1984, elle chante durant quatre ans pour le groupe de jazz Working Week. Elle sort également un autre single sur Bluebird, The Old Rugged Cross (en)/I'm So Glad. En 1986, elle sort Ain't You Had Enough Love, qui est repris par Phyllis Hyman l'année suivante. En 1986, elle présente également le programme Solid Soul sur Channel 4 avec Chris Forbes.
En 1990, elle assure les chœurs sur l'album Move to This (en) de Cathy Dennis, ainsi que sur l'album Peace of Mind de Breathe. Elle collabore avec le groupe de house britannique L.A. Mix (en) sur leurs deux albums, On the Side et Coming Back for More en 1989 et 1990. Elle apparaît sur plusieurs titres, parmi lesquels le single We Shouldn't Hold Hands in the Dark, qui atteint la 69e place du UK Singles Chart en 1991,.
Juliet Roberts fournit des chœurs sur le single de Dannii Minogue Love's on Every Corner en 1992 (écrit par Cathy Dennis et produit par Danny D, alias D Mob (en)). Elle sort ensuite son prochain album en 1993 en tant qu'artiste de musique dance, avec le single à succès I Want You : numéro un des charts dance américains et no 44 du Billboard Hot 100 américain). Son titre Caught in the Middle, atteint aussi la première place des charts dance. Un album, Natural Thing, suit en 1994.
Elle a également enseigné aux téléspectateurs britanniques les bases de la performance vocale dans la série télévisée britannique Rockschool (en). Depuis 1997, elle a eu trois autres succès dans le top 20 britannique : So Good, Bad Girls et Needin U II. 

## Discographie

### Albums
| Année | Album               | Label           | Format | Royaume-Uni |
| ----- | ------------------- | --------------- | ------ | ----------- |
| 1994  | Natural Thing       | Reprise Records | LP, CD | 65          |
| 2002  | Beneath the Surface | Dune Records    | CD     | —           |
| .     |                     |                 |        |             |

### Singles
| Année | Titre                                                 | Classement | Classement | Classement | Classement  |
| Année | Titre                                                 | US Dance   | US R&B     | US 100     | Royaume-Uni |
| ----- | ----------------------------------------------------- | ---------- | ---------- | ---------- | ----------- |
| 1984  | The Old Rugged Cross                                  | ―          | ―          | ―          | ―           |
| 1984  | I Don't Want to Lose You                              | ―          | ―          | ―          | ―           |
| 1985  | Ain't You Had Enough Love                             | ―          | ―          | ―          | ―           |
| 1985  | More Than One Night                                   | ―          | ―          | ―          | ―           |
| 1991  | Again                                                 | ―          | ―          | ―          | 33          |
| 1992  | Free Love                                             | 7          | ―          | ―          | 25          |
| 1992  | Another Place Another Day Another Time                | ―          | ―          | ―          | ―           |
| 1993  | Caught in the Middle                                  | ―          | ―          | ―          | 24          |
| 1994  | I Want You                                            | 1          | 78         | 44         | 28          |
| 1994  | Caught in the Middle (Remix)                          | 1          | ―          | ―          | 14          |
| 1996  | Never Had a Love Like This Before (avec Steven Dante) | ―          | ―          | ―          | 87          |
| 1997  | So Good                                               | ―          | ―          | ―          | 15          |
| 1998  | Free Love 98 (Remix)                                  | ―          | ―          | ―          | 15          |
| 1998  | Bad Girls                                             | ―          | ―          | ―          | 17          |
| 1999  | No One Can Love You More                              | ―          | ―          | ―          | ―           |
| .     |                                                       |            |            |            |             |